# Menu Foods
Menu Foods Limited ist ein Hersteller von Feuchtfuttermitteln für Hunde und Katzen in Nordamerika (USA und Kanada).
Das Futter wird unter fast 100 verschiedenen Markennamen in verschiedensten Preislagen und Vertriebskanälen angeboten, hauptsächlich über Supermärkte, Tierbedarfsketten und den Großhandel. Menu Foods produziert für fast alle der größten US-amerikanischen Tiernahrungshändler, unter anderem für PetSmart, Safeway, Wal-Mart, Pet Valu, Kroger und Ahold.  Menu Foods stellt als Lohnhersteller auch Markenprodukte für die größten nordamerikanischen Anbieter her. Nachdem Procter & Gamble seine Produktionsstätte in South Dakota 2003 an Menu Foods veräußerte, wurde das Unternehmen der Exklusivhersteller von Feuchtfutter für die P&G-Tierfutter-Tochtergesellschaft „Iams“ (Marken „IAMS“, „Eukanuba“ u. a.). Des Weiteren produziert Menu Foods für Loblaw die Marke „President’s Choice“, für A&P „Master Choice“, für Sobeys „Compliments“, für Safeway „Select“ sowie praktisch sämtliches Tierfutter der Mars-Tochter Nutro. Einige der genannten Futtermittelmarken, wie z. B. Eukanuba und Nutro, werden auch im deutschsprachigen Raum gehandelt.
Der Firmensitz von Menu Foods ist Streetsville, Ontario (Kanada). Es werden vier Produktionsstätten unterhalten, neben Streetsville auch drei in den USA: Emporia (Kansas), Pennsauken (New Jersey), North Sioux City (South Dakota). Alle Produktionsstätten zusammen besitzen eine Kapazität von über einer Milliarde Packungen pro Jahr.
Im März 2007 geriet das Unternehmen durch einen Skandal in die Schlagzeilen, als mehrere Haustiere erkrankten und an akutem Nierenversagen starben, die von Menu Foods hergestelltes Futter gefressen hatten. Bisher wurden etwa 200 derartige Erkrankungs- bzw. Todesfälle bekannt, Tausende wurden befürchtet. Daraufhin mussten über 60 Millionen Futterpackungen zurückgerufen werden. Analysen ergaben eine Kontamination bestimmter Chargen mit Aminopterin und Melamin in dem als Streck-, Binde- und Verdickungsmittel sowie Proteinquelle zugesetzten Weizengluten, das aus China importiert worden war. Es wurde vermutet, dass das Aminopterin dort als Rattengift eingesetzt worden ist. Möglicherweise spielten aber auch andere Verunreinigungen eine Rolle.
Im August 2010 wurde Menu Food für 239 Mio. Dollar von Simmons Pet Food übernommen.